# Erie (Kansas)
Erie és una població dels Estats Units a l'estat de Kansas. Segons el cens del 2000 tenia 1.211 habitants.

## Demografia
Segons el cens del 2000, Erie tenia 1.211 habitants, 492 habitatges, i 318 famílies. La densitat de població era de 525,4 habitants/km².
Dels 492 habitatges en un 27,2% hi vivien nens de menys de 18 anys, en un 54,3% hi vivien parelles casades, en un 6,5% dones solteres, i en un 35,2% no eren unitats familiars. En el 31,7% dels habitatges hi vivien persones soles el 17,7% de les quals corresponia a persones de 65 anys o més que vivien soles. El nombre mitjà de persones vivint en cada habitatge era de 2,35 i el nombre mitjà de persones que vivien en cada família era de 2,96.
Per edats la població es repartia de la següent manera: un 24,9% tenia menys de 18 anys, un 7,8% entre 18 i 24, un 23,5% entre 25 i 44, un 24% de 45 a 60 i un 19,9% 65 anys o més.
L'edat mediana era de 40 anys. Per cada 100 dones de 18 o més anys hi havia 88,4 homes.
La renda mediana per habitatge era de 30.568 $ i la renda mediana per família de 39.048 $. Els homes tenien una renda mediana de 27.137 $ mentre que les dones 18.672 $. La renda per capita de la població era de 17.019 $. Entorn del 9,1% de les famílies i el 14,9% de la població estaven per davall del llindar de pobresa.

## Poblacions més properes
El següent diagrama mostra les poblacions més properes.